# Бонанза-Сити (Нью-Мексико)
Бонанза-Сити — город-призрак, расположенный в 21 км к юго-западу от Санта-Фе в округе Санта-Фе, штат Нью-Мексико, США. Город был основан в 1880 году как шахтёрский городок после обнаружения золота и серебра в близлежащих холмах Серрильос. Он был заброшен примерно в начале 1900-х годов. Позже, в XX веке, рядом с руинами Бонанза-Сити было построено киноранчо «Бонанза-Крик», где располагались декорации к фильму, изображавшие шахтёрский городок конца XIX века.

## Фон
Государственный парк Холмы Серрильос — группа холмов в современном Нью-Мексико, содержащая залежи ценных ресурсов, включая серебро, золото, свинец, медь и бирюзу.   Индейцы пуэбло добывали бирюзу в горах ещё в 900-х годах н. э. В XVI и XVII веках испанские колонизаторы использовали рабский труд пуэбло для добычи бирюзы, а также серебра и свинца. В 1680 году индейцы пуэбло восстали против испанцев и временно вытеснили их из Санта-Фе-де-Нуэво-Мексико (современный Нью-Мексико). В этот период проводились только  несколько горнодобывающих операций. Крупномасштабная добыча полезных ископаемых возобновилась только в конце 1800-х годов.
Право собственности на регион Серрильос-Хиллз перешло к Мексике в 1821 году после Мексиканской войны за независимость, а затем к Соединённым Штатам в 1848 году после Мексикано-американской войны . В мае 1879 года администрация президента Улисса Гранта начала продавать землю в Нью-Мексико, включая регион Серрильос-Хиллз, американскому населению.  Позже в том же году двое шахтёров из Колорадо обнаружили месторождения золота и серебра в холмах Серрильос, что привело к бурному развитию горнодобывающей промышленности и созданию многочисленных шахтёрских городов вокруг холмов Серрильос.   В сентябре 1879 года был создан горнодобывающий округ Лос-Серрильос для регулирования горнодобывающих претензий в регионе.  К концу 1880 года в округе было открыто не менее 500 шахт.